# Szarzyn
Szarzyn (dodatkowa nazwa w j. kaszub. Szarzëno; niem. Helenendorf) – przysiółek wsi Pomysk Wielki w Polsce, położony w województwie pomorskim, w powiecie bytowskim, w gminie Bytów, na Pojezierzu Bytowskim. Wchodzi w skład sołectwa Pomysk Wielki.
W latach 1975–1998 przysiółek położony był w województwie słupskim.
Przysiółek położony jest w kierunku północnym od jeziora Pipienek.